# Simulium oculatum
Simulium oculatum es una especie de insecto del género Simulium, familia Simuliidae, orden Diptera.
Fue descrita científicamente por Enderlein, 1936.